# タジュス・ソビリン
タジュス・ソビリン（Tadjus Sobirin、1940年2月2日 - ）は、インドネシアの元将校、政治家で、1983年から1993年にかけてタンゲラン県の知事を務めた。

## 経歴

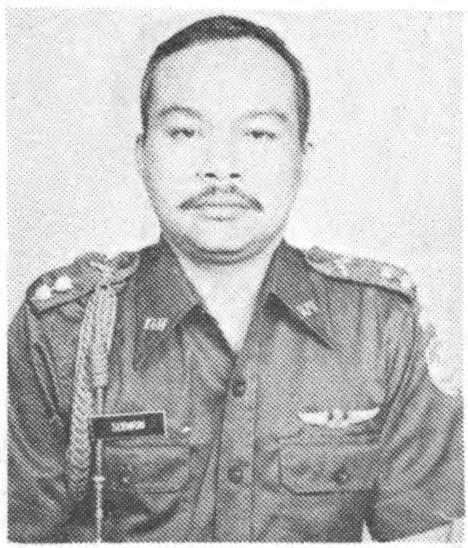
南ジャカルタ軍管区司令官当時のタジュス・ソビリン

ソビリンは、1940年2月2日に、西ジャワ州チルボンで生まれた。マゲランのインドネシア士官学校に学び、1964年に卒業して、インドネシア陸軍の騎兵隊に配属された。
1983年3月、彼はタンゲラン県知事に任じられた。1984年のあるとき、ソビリンは、彼の車列が閉鎖されていた有料道路へ入ろうとした際これを制止した警察官に暴行を働いた。この一件のため、軍当局が彼の降格を検討しているとの報道がなされたが、結局何もお咎めなしとなった。知事としての政策には、県内の全ての世帯にゴミ回収料金を課したことや、県内の計画地域ブミ・セルポン・ダマイの開発などがあった。
知事としての任期が終わったのは1993年3月14日だったが、自治評議会 (the municipal council) が、後任の知事を期日までに選出できなかったため、彼の退任は少しだけ先延ばしにされた。任期の終了後、彼は軍司令官から、経済・財務の専門スタッフに任じられた。1993年11月、ソビリンは、准将として軍を退役し、ゴルカルのジャカルタ支部長に選ばれた。彼は2001年に辞任するまでその地位にとどまった。彼はまた、ジャカルタ地方代議院にも選ばれ、さらにジャカルタを代表して国民協議会にも送り出された。スハルトの失脚後、ソビリンは、当時ゴルカルの議長であったハルモコに対して、ハルモコがスハルトに大統領退任を求めたことは裏切り行為であったとして、当時ゴルカルの議長であったハルモコに辞任を求めた。その後、スハルトは退任し、大統領はハビビに代わった。大統領就任の数日後、ハビビは、他の数人のゴルカル支部長たちとともに、タジュスに名誉昇進を与えて少将とした。
2019年の時点でも、ソビリンはゴルカルの政治活動に関わり続けている。